# George Thurland Prior
George Thurland Prior (16 décembre 1862 - 8 mars 1936) est un minéralogiste britannique. Il apporte de grandes contributions à la chimie minéralogique, à la pétrologie et à la météoritique .
Il est né à Oxford, en Angleterre, et y fréquente le Magdalen College en 1881. Il reçoit une première classe à l'École d'honneur en chimie en 1885 et en physique en 1886. Plus tard, il part étudier en Allemagne. Il obtient son doctorat en sciences à l'université d'Oxford en 1905.
Il entre au British Museum en 1887, où il est Keeper of Minerals de 1909 à 1927. Il est élu membre de la Royal Society en 1912.

## Publications sélectionnées
- (en) « The meteoric stones of El Nakhla El Baharia (Egypt) », Mineralogical Magazine, vol. 16, no 76,‎ 1912, p. 274–281 (DOI 10.1180/minmag.1912.016.76.04, Bibcode 1912MinM...16..274P)
- (en) « On the genetic relationship and classification of meteorites », Mineralogical Magazine, vol. 18, no 83,‎ 1916, p. 26–44 (DOI 10.1180/minmag.1916.018.83.04, Bibcode 1916MinM...18...26P)
- (en) « The classification of meteorites », Mineralogical Magazine, vol. 19, no 90,‎ 1920, p. 51–63 (DOI 10.1180/minmag.1920.019.90.01, Bibcode 1920MinM...19...51P)
- (en) The student's index to the collection of minerals, London, Trustees of the British Museum, 1922, 33 p.
- (en) Catalogue of meteorites : with special reference to those represented in the collection of the British Museum (Natural History), Trustees of the British Museum, 1923, 196 p. (lire en ligne)
- (en) A guide to the collection of meteorites, Britsh Museum (Natural History), 1926, 43 p. (lire en ligne)